# Mawālá
Mawālá (formă singular) sau mawali (formă plural) este denumirea din limba arabă (‎موالي‎) prin care arabii se adresau nearabilor liberi în perioada dinastiei umayyade (Califatul de la Damasc) și abbaside (abbasizi).

## Istoric
În perioada dinainte de islam exista un număr mare de sclavi. Aceștia constituiau o clasă socială distinctă, cu trăsături proprii, căreia îi reveneau diverse activități subalterne. O serie de date în legătură cu sclavii se regăsesc în lucrările în proză apărute după islam, însă acestea reiau relatări păstrate din tradițiile anterioare în legătură cu războaiele arabilor. Din acestea rezultă că o sursă importantă de sclavi și mai ales de sclave o constituiau luptele între triburile arabe sau între acestea și alte neamuri. Istoria a păstrat numele unor dintre femeile sclave, mai ales când erau de origine ”nobilă” sau mamele unor personalități importante.
Pe de altă parte, prin comerț, sau cu alte ocazii, arabii ajungeau în ținuturi relativ îndepărtate; alteori, străinii veneau în ținuturile arabilor. Unii dintre aceștia erau sclavi, iar alții erau oameni liberi din Etiopia, Bizanț, Iran, Sham sau Egipt. Nasser Eddine Al-Asad (1988) ne spune că un copt, tâmplar de meserie, ar fi participat la construcția Kaabei. Informații în legătură cu străinii din perioada apariției islamului se regăsesc în număr relativ mare în lucrările ce relatează biografia Profetului.
În perioada respectivă, existau numeroase târguri de sclavi, la Mecca aflându-se cel mai mare dintre ele. Sclavii unor persoane de rang inferior erau mai ales negri africani, iar cei care aparțineau unor personalități și califului erau de diverse nații: slavi, turci, georgieni, abisinieni și alții.
În timpul domniei lui Abd al-Malik, acesta a adoptat o politică de centralizare a statului. Acest fapt a însemnat mai întâi arabizarea administrației (prin declararea arabei ca limbă oficială, înlăturând astfel greaca, persana și copta din cancelariile califatului și ale diferitelor provincii) apoi baterea unor monede proprii, dinarul de aur și dirhamul de argint. Măsurile de centralizare a statului au fost însoțite și de o revenire la politica celui de-al treilea calif, Usman. Nu a ținut seama de preocupările lui Mu`awiya de a nu atinge sensibilitățile ansar-ilor și ale diferitelor triburi arabe, împărțind principalele funcții din stat rudelor sale apropiate. A reușit prin aceasta să refacă economia califatului. Totuși, a provocat nemulțumirea urmașilor colonoștilor arabi din Irak. Răscoala acestora a fost înecată în sânge.
În locul vechii confederații de provincii autonome din timpul lui Mu`awiya, a luat ființă un imperiu centralizat, birocratic, bazat pe puterea militară a trupelor siriene. În acest imperiu există însă o profundă prăpastie între conducători și turma supusă, din care nu mai făceau parte doar cei cuceriți (și care păstraseră vechea religie – creștină sau zoroastriană), ci și numeroși convertiți la islam.
Deși după convertirea la islam motivele pentru care sclavele ori sclavii erau achiziționați nu s-au schimbat, statutul lor a cunoscut o îmbunătățire semnificativă. În principiu, niciun musulman nu mai putea fi sclav, iar sclavii trebuiau tratați cu îngăduință. Profetul ar fi spus (potrivit unor date consemnate în Hadith) ”Cât despre sclavii voștri, aveți grijă să mănânce la fel ca voi, să aibă hainele la fel ca voi. Când greșesc și nu-i puteți ierta, vindeți-i, căci și ei sunt oameni și nu trebuie să fie chinuți.”
Eliberarea sclavilor era recomandată, mai ales când aceștia aderau la islam. O categorie întreagă de sclavi au fost eliberați pentru că au trecut la islam, iar mulți dintre aceștia au rămas pe lângă familia foștilor stăpâni și îndeplineau diverse funcții, unele foarte onorabile.
În acest context, a apărut numele de mawali desemna la început pe nearabii liberim dar mai ales pe sclavii eliberați, care se atașaseră unor grupuri arabe cu ocazia convertirii lor. Sub acest nume erau cunoscuți mai ales iranienii, dar mai târziu și alții (de exemplu turcii, care sunt cei care constituiau ”gărzile pretoriene” în perioada de sfârșit a dinastiei abbaside).
Said Boustany (1967) ne aduce aminte că majoritatea califilor abbasizi erau fiii unor sclave concubine nearabe: persane, bizantine, anatoliene, turce, berbere și slave.

## Problematica mawali
De la bun început, mawali au fost considerați „clienți” ai vreunui clan arab, reluându-se un vechi obicei din timpurile preislamice, când anumite persoane cu statut social modest căutau protecția unui clan mai puternic. Între client și protector lua ființă astfel o legătură puternică: noul client îl slujea pe protector, însoțindu-l în raidurile de pradă și împărtășindu-i soarta. Din acest motiv, pe vremea dinastiei umayyade, acești mawali erau tratați cu dispreț. De pildă, se spune că, dacă un astfel de străin se afla călare în fața unui om liber, el era obligat să descalece și eventual să-i ofere acestuia calul.
Convertirile în masă la islam au provocat o criză grea Imperiului Umayyad. Teoretic, convertiții ar fi trebuit scutiți de plata impozitului funciar și a capitației. Realitatea a fost alta. Numai puțini convertiți au reușit să obțină dreptul de a plăti în locul haraciului doar a zecea parte din recolta obținută de pe un anumit teren (adică dijma – ‘ușr). Scutirea în totalitate ar fi avut urmări catastrofale pentru califatul arab. Totodată, noii convertiți nu au beneficiat nici de statutul social al cuceritorilor arabi. Totuși, mawali nu au fost trecuți de către Umar (al doilea calif arab) pe listele celor îndreptățiți la pensii. Acest fapt a provocat nemulțumirea noilor convertiți.
În timpul celui de-al doilea război civil (683 – 692), mawali au luptat alături de contestatarii regimului, în special, în detașamentele kharijiților și ale șiiților. Nemulțumirile mawali au alimentat contestarea legitimității regimului din partea confesiunilor sectare.
Abia piosul calif Umar II (717 – 720) a luat măsuri de îmbunătățire a statutului mawali-lor și aceștia încep să aspire la egalitate de tratament, pe care, într-o anumită măsură, o dobândesc în timpul dinastiei abbaside. Tot atunci ei încep să fie folosiți în funcții publice, unele dintre ele importante.

## Mawali și limba arabă
Mulți mawali au învățat limba arabă ”la perfecție”, dacă perfecțiunea poate exista în această privință, i-au închinat laude și au așezat-o printre preferințele lor înaintea propriei limbi. Numeroși mawali au participat la valorizarea patrimoniului cultural preislamic (printre ei se numără autori de antologii de versuri, de proză și de proverbe din perioada preislamică) și la cultivarea limbii arabe (unii au fost mari autori de gramatici și dicționare). Acestori mawali preocupați de ”îndreptarea” limbii arabe s-au adunat, formând casta puternică a ”secretarilor”, kutub.
Cu toate acestea, despre mawali s-ar fi spus că ”Dacă (acum) o îndreptați (e bine, pentru că) voi sunteți primii care ați stricat-o”. Când vorbim de mawali în acest context, ne referim în primul rând la persani, promotorii cei mai eficienți ai limbii arabe.